# Sitiados
Sitiados war eine Pop-Rock-Band aus Portugal, die starke Einflüsse aus Folk und gelegentlich auch Fado aufwies.

## Geschichte
Die ehemaligen Mitglieder der Band Meteoros, José Resende (Gitarre), João Aguardela (Gesang) und Mário Miranda (Bass), gründeten zusammen mit Fernando Fonseca (Schlagzeug) die Gruppe in Lissabon als New-Wave-Band. Der Name bedeutet auf Deutsch in etwa Die Belagerten und ist einem frühen Stück der Band Mão Morta entlehnt. Die Waterboys waren ein wichtiger Einfluss, und so war traditionelle portugiesische Folkmusik ein Element in ihrer Musik, das sich anfangs nur gelegentlich zeigte. Sie hoben sich damit aber bereits etwas von den vielen aufkommenden Independent-Bands ab und erlangten ersten Aufmerksamkeit, insbesondere bei ihren Konzerten im Rock Rendez-Vous (RRV). Bei dessen fünften Bandwettbewerb 1988 schlossen sie als Zweitplatzierte ab und waren auf dem RRV-Jahressampler Registos 1989 mit dem Stück A Noite (dt.: Die Nacht) vertreten. In der Folge wurden sie bekannter und traten häufiger auf.
Inzwischen waren die Akkordeon-Spielerin Sandra Baptista und der Mandoline-Spieler Jorge Buco in die Band gekommen, und am Bass kam João Marques für Miranda. Ihre Musik entfernte sich nun zunehmend vom New Wave. 1992 unterschrieben sie einen Vertrag bei der BMG Ariola und veröffentlichten ihr Debütalbum. Ihre Mischung aus Rock und Folklore zeichnete sich durch Fröhlichkeit und rauem Charme aus und konnte nun auch beim breiten Publikum viele Freunde gewinnen, insbesondere durch das populär gewordene Stück Vida de Marinheiro (dt. etwa: Seemannsleben). Das Album erreichte schnell Goldstatus und verkaufte sich insgesamt über 40.000 Mal. Das erfolgreiche Supergroup-Projekt Resistência brachte auf ihrem zweiten Album Mano a Mano 1992 eine Version von A Noite, das bisher nur auf dem RRV-Sampler zu hören war, und als ein Kultstück der Sitiados galt. Dies erhöhte ihre Bekanntheit ebenso, wie ihr Auftritt auf der Festa do Avante! im gleichen Jahr.
Ani Fonseca (akustische Gitarre) und Jorge Quadros (Schlagzeug) kamen 1993 in die Band, und eine Bläsersektion wurde integriert, mit Jorge Ribeiro (Posaune), João Cabrita (Saxofon) und João Marques (Trompete). Die Band veröffentlichte ihr zweites Album, mit Gastmusikern wie die Entre-Aspas-Sängerin Viviane, Paulo Bragança, und dem Sänger der Punk-Band Censurados, João Ribas. Sie waren auf der Live-Compilation des Johnny Guitar vertreten, dem Konzertklub des Xutos-&-Pontapés-Gitarristen Zé Pedro, mit einer eigenwilligen Version des polemischen Mata-Ratos-Hits A Minha Sogra é um Boi, die sie A Marcha dos Electrodomésticos (dt. etwa: Die Parade der Haushaltsgeräte) betitelten. Die Version sorgte für ein gewisses Aufsehen in der Musikszene und war Inspiration für den Titel ihres dritten Albums, O Triúnfo dos Electrodomésticos (dt.: Der Triumph der Haushaltsgeräte). Das Album enthielt eine Version von Sérgio Godinhos Stück Lá isso é, konnte aber nicht die erneute Aufmerksamkeit des großen Publikums finden und verkaufte sich sehr schlecht, auch infolge mangelnder Werbeaktivitäten der Plattenfirma.
Dem waren 1994 Beteiligungen an Tribut-Compilations für António Variações und José Afonso vorhergegangen, und der Nachwuchs-Preis der Sociedade Portuguesa de Autores für den Sänger João Aguardela. Sie waren auch im Ausland aufgetreten, besonders in Frankreich, wo sie u. a. im Zénith (Paris) und auf dem Festival Printemps de Bourges spielten. Nach den schlechten Verkäufen des dritten Albums 1995 und abnehmenden Bandaktivitäten veröffentlichten sie 1996 ein viertes Album, das wie ihr Debüt den Bandnamen trug, und mit neuartigen elektronischen Elementen überraschte, jedoch erneut ohne größeren Erfolg blieb, auch auf Grund eines fehlenden herausstechenden Singlesongs. Sänger Aguardela widmete sich nun verstärkt anderen Projekten. So erschien 1997 das erste von vier Alben seines Elektro-Folk-Projektes Megafone.
1999 beteiligten sich die Sitiados am Tribut-Projekt zum 20-jährigen Jubiläum der Xutos & Pontapés, wechselten zur Sony, und nahmen mit einem neuen Schlagzeuger (Samuel Palitos, ex-Censurados) das Album Mata-me Depois (dt. Töte mich später) auf. Es überraschte durch stark reduzierte Folkeinflüsse, schlichte und elegantere Popsongs, und einem dezenteren Auftreten der Band. Das Album erlangte größere Aufmerksamkeit, etwa durch die Single Será que ela vem, und durch erneut ironisch-humorvolle, dabei oft kritische Texte, ohne die Anfangserfolge der Band zu wiederholen. 2000 stellte die Band jegliche Aktivitäten ein. Der überraschende Tod des Sängers Aguardela 2009 beendete jegliche Spekulation über eine Rückkehr der Band.
2011 erschien die Biografie des Sitiados-Sängers João Aguardela.

## Diskografie
Alben
- 1992: Sitiados (LP/CD)
- 1993: E agora...!? (CD)
- 1995: O Triúnfo dos Electrodomésticos (CD)
- 1996: Sitiados (CD)
- 1997: Vida de Marinheiro – Colecção Caravela (Kompilation)
- 1999: Mata-me Depois (CD)
- 2011: Bandas Míticas II, vol.21 (Kompilation)